# (34490) 2000 SO137
2000 SO137 (asteroide 34490) é um asteroide da cintura principal. Possui uma excentricidade de 0.17532020 e uma inclinação de 5.86378º.
Este asteroide foi descoberto no dia 23 de setembro de 2000 por LINEAR em Socorro.